# Бузило Володимир Іванович
Володи́мир Іва́нович Бузи́ло (*12 серпня 1946, м. Тверін, Німеччина) — український вчений в галузі гірництва. Доктор технічних наук, професор (1997) Національного гірничого університету, декан гірничого факультету (2001), професор кафедри підземної розробки родовищ, лауреат Державної премії України в галузі науки і техніки (2015), співзасновник вітчизняної Школи підземної розробки.

## Біографія
Закінчив Дніпропетровський гірничий інститут, гірничий факультет, спеціальність «Технологія й комплексна механізація підземної розробки родовищ корисних копалин» (1970), та спеціальність «Економіка та організація промисловості» заочно, також там (1973).
З 1973 року працював на шахті «Ювілейна» треста «Павлоградвугілля».
З 1975 року працює в Національному гірничому університеті на посадах старшого інженера, асистента, а після захисту кандидатської дисертації (1981) — доцентом кафедри підземної розробки родовищ.
В 1997 році захистив докторську дисертацію. Основні наукові напрямки докторської дисертації пов'язані з дослідженням напружено-деформівного стану порід навколо виробок великого перетину метрополітенів.